# Orthotrichia exiqua
Orthotrichia exiqua är en nattsländeart som beskrevs av Wells 1979. Orthotrichia exiqua ingår i släktet Orthotrichia och familjen smånattsländor. Inga underarter finns listade i Catalogue of Life.